# Буке
 Тази статия е за града в Аржентина.  За френската актриса вижте Карол Буке.  
Букѐ (на испански от френски: Bouquet) е град в провинция Санта Фе, Аржентина. Намира се на 192 km от град Санта Фе. Има жп гара между градовете Виля Мария и Лас Росас. Населението му е 1230 души (2010 г.).

## Личности
Родени
- Роберто Абондансиери (р. 1972), футболист